# HomePNA
HomePNA (англ. Home Phoneline Networking Alliance, HPNA) — это объединённая ассоциация некоммерческих промышленных компаний, которые продвигают и стандартизируют технологии домашних сетей с помощью существующих в домах коаксиальных кабелей и телефонных линий. Среди компаний-покровителей HPNA, которые устанавливают курс организации, можно выделить AT&T, 2Wire, Motorola, CooperGate, Scientific Atlanta и K-Micro. HPNA создаёт промышленные спецификации, которые затем стандартизируются Международным Союзом Электросвязи (International Telecommunication Union ITU), ведущей мировой стандартизационной организацией в области теле- и радио- коммуникаций. HPNA также продвигает технологии, тестирует и сертифицирует членские продукты как одобренные HomePNA.

## Краткий обзор
HomePNA не занимается разработкой продукции, в отличие от его членов. Он развивает технологии, тестирует и периодизирует их.
Продукция, прошедшая тест сертификации помещается на сайт продукции членов альянса как одобренная HomePNA. Настоящая версия
спецификации HPNA — 3.1.
Основная технология, которая была принята HPNA, была разработана несколькими компаниями. Оригинальная версия 1.0 HomePNA была
разработана компанией Tut Systems, версия 2.0 HomePNA была разработана в Epigram; разработчик версии 3.0 — Broadcom and Coppergate Communications. Самая современная на данный момент версия — 3.1 была разработана в Coppergate Communications.
- HomePNA 2.0 была одобрена в ITU как глобальные стандартизированные рекомендации G.9951, G.9952 и G.9953.
- HomePNA 3.0 была одобрена в ITU как глобальные стандартизированные рекомендации G.9954 (02/05)в феврале 2005.
- HomePNA 3.1 была одобрена в ITU как глобальные стандартизированные рекомендации G.9954 (01/07)в январе. 2007.

HomePNA 3.1 — это первый из нового поколения стандартов домашних сетей, разработанный для новых «развлекательных» приложений, таких
как IPTV, которые предполагают наличие высокой и стойкой производительности в целом доме. Технология этого типа обеспечивает
дополнительные возможности, такие как гарантированное качество обслуживания (Quality of Service QoS) и используется большинством
провайдеров для обеспечения коммерческого сервиса «triple play» (видео, звук и информация).
HomePNA 3.1 был разработан как для увеличения функциональности в коаксиальных проводах и расширения их сетевых возможностей, так и для
преодоления некоторых ограничений телефонных сетей.

## Требования
Требования для HomePNA 3.1:
1. Стандартный телефонный или коаксиальный кабель (тот, который используется сейчас для цифрового телевидения)
2. Оборудование, сертифицированное HomePNA. Сертифицированные продукты могут быть найдены в «членской продукции» (недоступная ссылка)

## Преимущества
- Не требуется проведения новых кабелей в дом.
- Работа существующих сервисов — телефона, факса, DSL, спутникового телевидения не нарушится, благодаря тому, что HomePNA работает с различными частотами на одном коаксиальном или телефонном кабеле.
- Новейшая продукция предлагает скорость передачи данных до 320Мб/с, обеспечивая возможность поддержки телесигнала высокой чёткости (High Definition TV HDTV) и стандартного телесигнала (Standart Definition TV SDTV).
- Гарантированное качество обслуживания QoS, устраняет сетевые «коллизии», возникающие при использовании технологии Ethernet. Это позволяет потокам информации в реальном времени, таким как IPTV, быть доставленными к клиенту без прерываний.
- Максимальное количество подключаемых устройств — 64.
- Устройства могут быть расположены на расстоянии 300 м друг от друга на телефонной линии и на расстоянии более километра друг от друга на коаксиальном кабеле. Для домов это более чем достаточно.
- Используются стандартные драйвера Ethernet, что позволяет легко добавлять любую продукцию с Ethernet-портом, не касаясь ОС.
- Необходимое оборудование имеет невысокую стоимость.
- Разрабатываются новые технологии, такие как 802.11 Wi-Fi, для создания смешанных проводных/беспроводных домашних сетей.
- Провайдеры могут предоставлять услуги телефона, интернета и цифрового телевидения одним пакетом, с помощью оборудования, сертифицированного HomePNA.
- Гостиничная индустрия рассматривает HomePNA как эффективную дорогостоящую опцию.
- Технология работает в многоквартирных домах, предоставляя сервис «triple play» в квартиры.

## Недостатки
Некоторые недостатки HomePNA 3.1:
- Не может сосуществовать с технологией DOCSIS в одном кабеле.
- Малое количество доступных чипсетов.

## Альтернатива
Альтернативные варианты технологий для передачи данных без новых проводов.
- Связь по ЛЭП — технология, использующая домашнюю электросеть, HomePlug Powerline Alliance или Universal Powerline Association.
- VDSL, VDSL2
- Wi-Fi, Wireless LAN и Bluetooth
- MoCA — технология, использующая коаксиальные кабели, которая часто устанавливается для поддержки многоканального телевидения.
- WikiBooks:Transferring Data between Standard Dial-Up Modems
- DOCSIS — стандарт передачи данных по коаксиальному (телевизионному) кабелю.